# Fernand Demanybrug
De Fernand Demanybrug (Frans: Pont Fernand Demany) is een moderne, kleine brug die over de spoorlijn de Brusselse metrolijn 5 loopt. De brug is vernoemd naar Fernand Demany, een Belgische verzetsstrijder en later minister zonder portefeuille namens de Communistische Partij van België. De brug is gelegen naast het metrostation Thieffry in de gemeente Etterbeek, Brussel.

## Locatie
De Fernand Demanybrug is gelegen in de Brusselse gemeente Etterbeek, in de wijk Thieffry en verbindt de rotonde van de Escadronstraat en de Pater de Dekenstraat met het 4 Oktoberplein en omgekeerd. De brug bedekt de zuidelijke uitgang van het spoor van het metrostation Thieffry. Dit spoor hoort bij metrolijn 5 van de Brusselse MIVB en komt na 5 stations aan bij eindpunt Herman-Debroux. Op de brug staan twee bushaltes van Lijn 36. Een voor bussen die van Schuman naar Konkel gaan (zuidelijke kant van de brug) en een voor die van Konkel naar Schuman (noordelijke kant van de brug). Aan de noordzijde staat de winkelpassage Cours Saint-Michel 96, met winkels zoals de Carrefour Market en de Brico. 
Aan de kant van de Escadronstraat staat het café Au Nouveaux Pont (Nederlands: Bij de Nieuwe Brug) verwijzend naar de Fernand Demanybrug. 

## Afmetingen
De brug is ongeveer 90 meter lang en 10 meter breed.